# Oreaeschna dominatrix
Oreaeschna dominatrix är en trollsländeart som beskrevs av Vick och Davies 1990. Oreaeschna dominatrix ingår i släktet Oreaeschna och familjen mosaiktrollsländor. Inga underarter finns listade i Catalogue of Life.